# 和跋
和 跋（わ ばつ、生年不詳 - 403年）は、中国の北魏の政治家・軍人。本貫は代郡。

## 経歴
部落の首領の家に生まれた。386年、道武帝が代を建国すると、和跋は外朝大人となり、軍政の議論に参与した。龍驤将軍に任じられ、日南公の爵位を受けた。398年、尚書に進み、左丞の賈彝とともに5000人を率いて鄴に駐屯した。
399年、南燕の慕容徳が甥の慕容和に滑台を守らせると、慕容和の長史の李辨が慕容和を殺害し、和跋に救援を求めた。和跋は軽騎を率いて滑台に赴いた。和跋が到着したとき、李辨は意をひるがえして、城門を閉ざして和跋の入城を拒んだ。和跋は尚書郎の鄧暉を派遣して説得し、李辨に開門させた。和跋が滑台に入城すると、慕容徳は3000騎を派遣して和跋を討たせたが、和跋は迎撃してこれを破り、南燕の将士1000人あまりを捕らえて帰還した。このため陳潁の地方の民の多くは北魏に帰順した。400年、和跋は材官将軍として後燕を攻撃し、遼西で盧溥を破った。定陵公に改封された。401年12月、常山王拓跋遵とともに5万の兵を率いて破多蘭部の没弈干を高平で撃破した。平原郡太守として出向した。
和跋は道武帝の寵遇を受けたが、傲慢な態度が改まらなかった。403年、道武帝が豺山で狩猟したときに、和跋は収監され、路側で処刑された。妻の劉氏は自殺して夫に殉じた。弟の和毗が使者といつわって後秦に逃亡したため、道武帝の怒りを買い、和毗の一家は処刑された。
後に太武帝が五原に巡幸して豺山で狩猟したとき、突然の暴風に遭い、雲霧につつまれた。太武帝はこのことを怪しんで問うと、臣下から和跋の墓があることを聞いた。太武帝は建興公古弼を派遣して犠牲をささげて祭ると、霧は散って晴れた。以後、太武帝は狩猟の日には、まず和跋の霊を祭るようになった。
和跋の末子の和帰は、使持節・冠軍将軍・雍城鎮都大将・高陽侯となった。

## 伝記資料
- 『魏書』巻28 列伝第16
- 『北史』巻20 列伝第8